# Aude Léa Rapin
Aude Léa Rapin (Fontenay-le-Comte, Vendée, 30 de maig de 1984), és una directora de cinema francesa.

## Biografia
Marcada per la Guerra de Bòsnia, va entrar en relació amb el Centre André Malraux de Sarajevo fundat per Francis Bueb. Durant la dècada de 2000, es va quedar a Bòsnia-Hercegovina on va treballar com a videògraf.
De tornada a França, va participar al concurs per al taller de guió de La Femis. L'any 2010 va fer el seu primer curtmetratge, Nino's place, nascut d'una trobada amb una dona de Srebrenica a la recerca de la tomba del seu fill Nino. La pel·lícula va guanyar el Premi al Gran Informe al  Festival Internacional de Drets Humans de Ginebra.
El 2013, va dirigir el documental Enclave, dedicat a Gojbulja, un poble albanés de Kosovo, pel qual va ser guardonada amb les Étoiles de la Scam 2015. També va dirigir dos curtmetratges de ficció: La Météo des Plages el 2014, presentat en nombrosos festivals, i Ton coeur au hasard el 2015, que li va valer diversos premis, entre ells el Gran Premi Nacional del Festival Internacional de Clermont-Ferrand.
El 2016 va coescriure, amb Jonathan Couzinié, el guió de Que vive l'empereur, de la qual és directora i directora de fotografia, i que també va rebre diversos premis.
El 2018 va dirigir el seu primer llargmetratge Les héros ne meurent jamais, protagonitzat per Adèle Haenel, així com els seus antics còmplices Jonathan Couzinié i Antonia Buresi, que l'acompanyaven en els seus curtmetratges anteriors. La pel·lícula, l'acció de la qual torna a situar-se a Bòsnia i Hercegovina, és la culminació d'un fil iniciat des de la seva primera obra, Nino's place, que amplifica la recerca de la misteriosa tomba amb un tema de la reencarnació. Presentat en una projecció especial a la Setmana de la Crítica, durant el 72è Festival Internacional de Cinema de Canes, es va estrenar als cinemes el 2020.

## Filmografia

### Curtmetratges
- 2010 : Nino's Place (documental)
- 2014 : Enclave (documental)
- 2014 : La Météo des plages (ficció)
- 2015 : Ton cœur au hasard (ficció)
- 2016 : Que vive l'empereur (ficció)

### Llargmetratges
- 2019 : Les héros ne meurent jamais
- 2024 : Planète B

### Sèrie de televisió
- 2020 : Hobbies (temporada 2, episodis 1 Différent i 5 Fortune)